# Repulsion (musikgrupp)
Repulsion är ett amerikanskt (Flint, Michigan) grindcore/death metal-band. De var tidiga i sin genre grindcore, och har kallats "den mest inflytelserika grindcore-gruppen, genom tiderna". 
Matt Olivo och Scott Carlson skapade gruppen Tempter 1984, en covergrupp av thrash metal-band, såsom Slayer och Metallica. Gruppens sound drog sig åt hardcore, när Phil Hines från hardcore-bandet Dissonance gick med i bandet som trummis. Efter att ha valt bland olika bandnamn (bland annat Ultraviolence och Genocide) spelade de 1984 in sin första demo.
Venom, Hellhammer, Slayer, Slaughter och Discharge har i olika intervjuer nämnts som inspirationskällor för bandet. Bland band som gjort covers på Repulsion-låtar kan nämnas bland andra Napalm Death, Impaled, Birdflesh och Entombed.

## Medlemmar
Nuvarande medlemmar
- Scott Carlson – sång, basgitarr (1986–1989, 1990–1993, 2003– )
- Matt Olivo – gitarr (1986–1989, 1990–1993, 2003– )
- Chris Moore – trummor (2014– )

Tidigare medlemmar
- James Auten – trummor (1984)
- Sean MacDonald – basgitarr (1984–1985)
- Phill Hines – trummor (1984; död 2006)
- Tom "Fish" Perro – trummor (1986)
- Aaron Freeman – gitarr (1986–1988, 1990–1993, 2003–2005)
- Dave "Grave" Hollingshead – trummor (1986–1989, 1990–1993, 2003–2005)
- Col Jones – trummor (2004 live, 2005–2014)
- Matt Harvey – gitarr (2005–2008)
- Mike Beams – gitarr (2008–2011)
- Marissa Martinez – gitarr (2011–2013)

## Diskografi
Demo
- Rehearsal Tape (1984)
- Stench of Burning Death' (1984)
- Violent Death (1985)
- WFBE (1986)
- Horrified (1986)
- Rebirth (1991)
- Final Demo (1991)

Studioalbum
- Horrified (Necrosis Records 1989; Relapse Records 1992, 2003; Southern Lord Records 2006)

Singlar
- "Excruciation" (Relapse Records, 1991)

Video
- Necrothology: Vomitus Visions from the Vault (DVD) (2004)

Annat
- Releapse Singles Series Vol. 3 (Relapse Records, 2004) (delad album: Incantation / Monstrosity / Repulsion / Rottrevore)